# Witalij Żuk (lekkoatleta)
Witalij Michajławicz Żuk (biał. Віталій Міхайлавіч Жук; ur. 10 września 1996) – białoruski lekkoatleta, wieloboista.
Ósmy zawodnik mistrzostw Europy juniorów w Eskilstunie (2015). W 2017 zajął 4. miejsce na młodzieżowych mistrzostwach Europy w Bydgoszczy. Brązowy medalista mistrzostw Europy w Belinie (2018) oraz zdobywca 1. miejsca na drużynowych mistrzostw Europy w wielobojach (2019). Uczestnik mistrzostw świata (2019).
Złoty medalista mistrzostw Białorusi.
Rekordy życiowe: dziesięciobój – 8331 pkt. (30 maja 2021, Götzis); siedmiobój – 6010 pkt. (7 lutego 2021, Tallinn).

## Osiągnięcia
| Rok  | Impreza                                               | Miejsce    | Konkurencja               | Pozycja     | Wynik     |
| ---- | ----------------------------------------------------- | ---------- | ------------------------- | ----------- | --------- |
| 2015 | Mistrzostwa Europy juniorów                           | Eskilstuna | dziesięciobój (juniorski) | 8. miejsce  | 7315 pkt. |
| 2017 | Młodzieżowe mistrzostwa Europy                        | Bydgoszcz  | dziesięciobój             | 4. miejsce  | 7921 pkt. |
| 2018 | Mistrzostwa Europy                                    | Berlin     | dziesięciobój             | 3. miejsce  | 8290 pkt. |
| 2019 | Halowe mistrzostwa Europy                             | Glasgow    | siedmiobój                | 8. miejsce  | 5689 pkt. |
| 2019 | Superliga drużynowych mistrzostw Europy w wielobojach | Łuck       | dziesięciobój             | 1. miejsce  | 8237 pkt. |
| 2019 | Mistrzostwa świata                                    | Doha       | dziesięciobój             | 13. miejsce | 8058 pkt. |